# Tông Sắn
Tông Sắn (danh pháp khoa học: Manihoteae) là một tông của phân họ Crotonoideae thuộc họ Euphorbiaceae. 

## Phân loài
Tông Sắn bao gồm 2 chi: Cnidoscolus và Manihot

## Hình ảnh

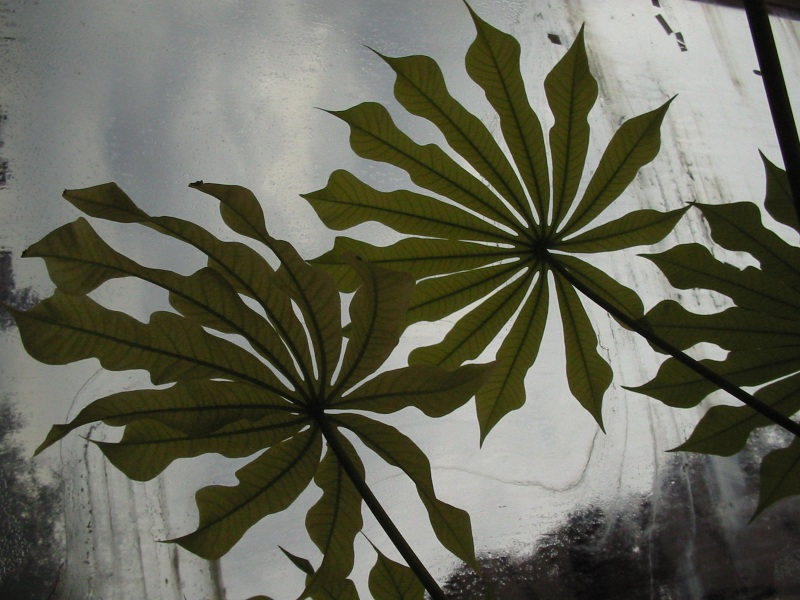